# Østerild Fjord
Østerild Fjord är en sjö och tidigare fjordarm  på ön Vendsyssel-Thy. i Danmark. Den ligger i Region Nordjylland, i den nordvästra delen av landet. 
Østerild Fjord ligger vid Limfjorden och har bräckt vatten med en salthalt på nästan 1 %. Den får sitt vatten från Østerild Bæk och i viss mån från Limfjorden. Sjön bildades när man, i samband med ett utdikningsprojekt på 1880-talet, byggde en 3,5 km lang dämning. Den  är ett fågelskyddsområde och ingår i  Natura 2000 området Løgstør Bredning, Vejlerne og Bulbjerg. 